# Parafia św. Ojca Pio w Gdańsku
Parafia pw. Świętego Ojca Pio w Gdańsku – parafia rzymskokatolicka usytuowana w Gdańsku. Należy do dekanatu Gdańsk-Łostowice, który należy z kolei do archidiecezji gdańskiej.
Od 2000 do 2024 proboszczem parafii był ks. Krzysztof Homoncik. Od 2 sierpnia 2024 do 1 października 2024 administratorem parafii był ks. Łukasz Chamier Ciemiński. Od 1 października 2024 proboszczem parafii jest ks. Rafał Dettlaff.  

## Historia
- 30 lipca 2000 - ustanowienie parafii
- 1 sierpnia 2024 - śmierć proboszcza Krzysztofa Homoncika[3]

## Księża posługujący w parafii[4]
| Imię i nazwisko księdza  | Lata posługi duszpasterskiej   |
| ------------------------ | ------------------------------ |
| Rafał Dettlaff           | od 2024                        |
| Łukasz Chamier Ciemiński | od 2022 (w 2024 administrator) |
| Wojciech Michalski       | od 2023                        |
| Błażej Kwiatkowski       | 2022-2023                      |
| Krzysztof Homoncik       | 2020-2024                      |
| Zbigniew Wądrzyk         | 2020-2022                      |
| Kazimierz Juszko         | od 2019                        |
| Przemysław Zocholl       | 2019-2022                      |
| Michał Ratajski          | 2018-2020                      |
| Mateusz Małek            | 2016-2019                      |
| Grzegorz Leszczyński     | 2015-2019                      |
| Maciej Silikowski        | 2015-2018                      |
| Jacek Nawrot             | 2014-2016                      |
| Piotr Wiecki             | 2012-2015                      |
| Marcin Sprengel          | 2010-2015                      |
| Karol Pstrągowski        | 2008-2011                      |
| Sylwester Malikowski     | 2006-2011                      |
| Maciej Machalica         | 2005-2013                      |
| Jacek Socha              | 2004-2009                      |
| Krzysztof Sroka          | 2002-2005                      |
| Piotr Lewańczyk          | 2001-2006                      |